# Parablepisanis mystrocnemoides
Parablepisanis mystrocnemoides är en skalbaggsart som beskrevs av Stefan von Breuning 1950. Parablepisanis mystrocnemoides ingår i släktet Parablepisanis och familjen långhorningar. Inga underarter finns listade i Catalogue of Life.